# Niremont
Niremont är en bergstopp i Schweiz.   Den ligger i distriktet Veveyse och kantonen Fribourg, i den sydvästra delen av landet, 60 km sydväst om huvudstaden Bern. Toppen på Niremont är 1 514 meter över havet, eller 313 meter över den omgivande terrängen. Bredden vid basen är 3,9 km.
Terrängen runt Niremont är varierad. Runt Niremont är det ganska glesbefolkat, med 21 invånare per kvadratkilometer..  
I omgivningarna runt Niremont växer i huvudsak blandskog.